# Fátima Djarra Sani
Fátima Djarra Sani (Bisáu, 1968) es integradora social, mediadora intercultural y activista de Guinea-Bisáu contra la ablación. Trabaja en Médicos del Mundo como mediadora con la comunidad africana. Y presidenta de ONG Dunia Musso en Guinea-Bisáu.[cita requerida]

## Trayectoria
Su familia pertenece a la etnia mandinga y ella misma sufrió la mutilación genital cuando tenía 4 años.
Se marchó de su país tras la muerte de su marido. Se graduó en Cuba como técnica superior en Construcción Civil y completó su formación en Bruselas en el Instituto de Transportes y Logística Routiers y llegó a Bilbao donde residía su hermana. Allí realizó cursos de auxiliar de geriatría y mediación intercultural. El 1 de abril de 2008 se incorporó a Médicos del Mundo Navarra. Organizó talleres y charlas de visibilización de la mujer africana. Desde 2008 trabaja en un proyecto de salud sexual reproductiva y prevención de la mutilación genital. Participó en la redacción de un protocolo para la prevención y actuación ante la mutilación genital femenina que se aprobó en junio de 2013 en Navarra. Es técnica superior en Construcción Civil y técnica superior en Integración Social.
En 2011 fundó la Asociación de Mujeres Africanas en Navarra Flor de África.
Como mediadora recogió en 2011 el Premio Especial de los IV Premios de Calidad del Sistema Nacional de Salud, otorgado por el   Ministerio de Sanidad, Política Social e Igualdad a Médicos del Mundo.
En 2014 crea junto a 6 colaboradoras más  "Dunia Musso" (Mundo de Mujeres), una organización centrada en trabajar en Guinea Bissau con la población joven. Las nuevas generaciones son las que deben prohibir la mutilación femenina.
En 2015 publicó el libro "Indomable"  cuyo objetivo es sensibilizar a la sociedad sobre la práctica nefasta e injusta que afecta a 200 millones de mujeres y niñas.. De la mutilación a la vida (editorial Península). En él narra su historia y lo que ha supuesto para su vida. Denuncia que la falta de información y educación ampara estas conductas, por lo que Fátima ha decidido dedicar su vida a estas tareas para que no puedan servir de excusa en el futuro.

## Premios y reconocimientos
- 2015 Premios Solidarios Onda Cero Navarra, como cooperante internacional.[12]
- 2016 Pregonera de la Navidad en Pamplona.[13]
- 2016 Premio Solidarios ONCE Navarra[14]
- 2019 Premio Cruz de Carlos III El Noble de Navarra.[15]
- 2019 Galardón "Referente Skolae", reconocer la trayectoria vital de mujeres que desarrollan sus labores alejadas de los estereotipos de género[16]
- 2022 premio de Fundación Anesvad  sobre la trayectoria de vida profesional
- 2024 Premio Desalambre, com activista del año. Los premios son otorgados por elDiario.es para reconocer el trabajo de periodistas y organizadores sociales en defensa de los derechos humanos.[17]